# Aulacaspis longanae
Aulacaspis longanae är en insektsart som beskrevs av Chen, Wu och Su 1980. Aulacaspis longanae ingår i släktet Aulacaspis och familjen pansarsköldlöss. Inga underarter finns listade i Catalogue of Life.